# Eukratides I

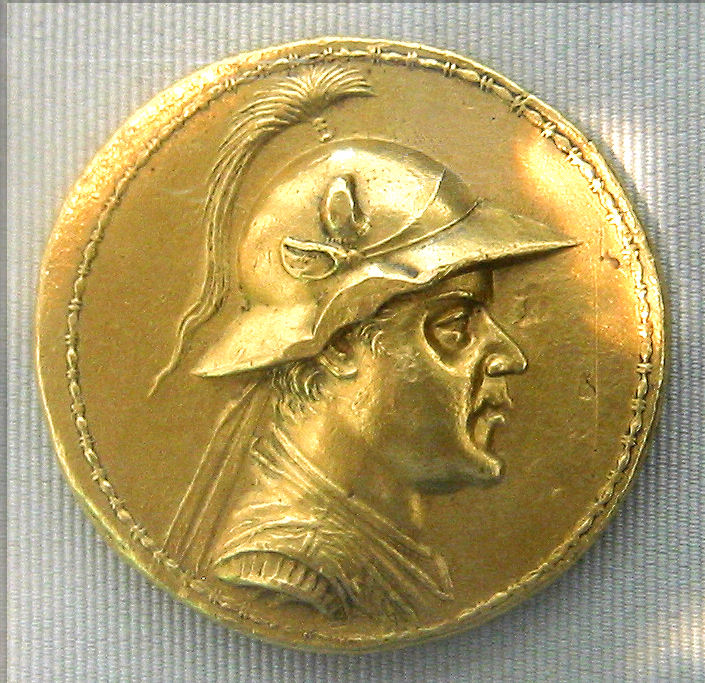
Gouden stater van Eukratides I. Met een diameter van 58 mm en een gewicht van 169,2 gram is dit de zwaarst bekende gouden munt uit de Oudheid. De munt werd gevonden in Buchara en gekocht door de Franse keizer Napoleon III. Cabinet des Medailles, Parijs.

Eukratides I (Grieks: Ευκρατίδης (Eukratidis); Perzisch: اروکرت (Erukrat)) (gestorven in 145 v. Chr.) was in de 2e eeuw v. Chr. een Hellenistische koning van Bactrië en Grieks India. Eukratides kwam rond 171 v. Chr. aan de macht, door de vorige koningen te verdrijven. Hij slaagde er vervolgens in het Indo-Griekse rijk, dat rond 185 v. Chr. door de veroveringen van Demetrios I ontstaan was, grotendeels in zijn macht te krijgen.

## Levensloop
Eukratides' afkomst is onduidelijk. Vermoedelijk was hij een generaal in het leger van de Indo-Grieks-Bactrische koning Antimachos I, maar het is ook mogelijk dat hij een neef van de Seleucische koning Antiochus IV Epiphanes was, die Bactrië opnieuw aan het gebied van de Seleuciden probeerde toe te voegen. Eukratides liet namelijk munten slaan met portretten van zijn ouders, waarop zijn moeder afgebeeld staat met een koninklijke diadeem. Mogelijk was ze een Seleucische prinses.
De Romeinse schrijver Iustinus schreef dat Eukratides' machtsovername in Bactrië ongeveer tegelijkertijd plaatsvond met de troonsbestijging van Mithridates I in het Parthische Rijk, waarvan bekend is dat ze in 171 v. Chr. plaatsvond. Volgens Iustinus versloeg Eukratides in Bactrië een koning met de naam "Demetrius", maar of dit Demetrios I of Demetrios II was blijft onduidelijk. Nadat hij Bactrië onderworpen had, trok Demetrios verder naar het oosten, waar zich nog drie rivalen bevonden in de strijd om het Indo-Grieks-Bactrische rijk: Apollodotus I, Antimachos II en Menander I. Omdat Eukratides munten uitgaf die zowel Griekse als Kharoshthi inscripties voerden, is duidelijk dat hij een deel van Grieks-India op zijn rivalen veroverde, vermoedelijk Gandhara en delen van de vlakte van de Indus.
Tegen de Parthen in het westen was Eukratides echter minder succesvol. De 1e-eeuwse Griekse schrijver Strabo vermeld dat Mithridates twee provincies in het westen van Bactrië op Eukratides wist te veroveren. Eukratides zou in 145 v. Chr. op de terugweg uit India door "een zoon" vermoord zijn. Onbekend is om welke zoon het gaat: zowel Eukratides II als Heliokles I waren vermoedelijk zonen van Eukratides I. Een andere mogelijkheid is dat het Demetrios II betrof, die een zoon van Demetrios I kan zijn geweest. Iustinus vermeldt dat de betreffende zoon Eukratides zo haatte dat hij met zijn strijdwagen over het lichaam reed en het achterliet zonder riten of crematie.
Na de dood van Eukratides I volgden een aantal kort regerende, zwakke vorsten in het Indo-Griekse rijk. Rond 130 v. Chr. trokken de Yuezhi vanuit het noordoosten het rijk binnen, waar ze Eukratides' zoon Heliokles versloegen. Daarmee kwam een einde aan de Hellenistische heerschappij in Bactrië, ten noorden van de Hindoe Koesj. Ten zuiden van de Hindoe Koesj, in Grieks India, wisten de Grieken nog tot 10 v. Chr. stand te houden.